# Vályi Gábor

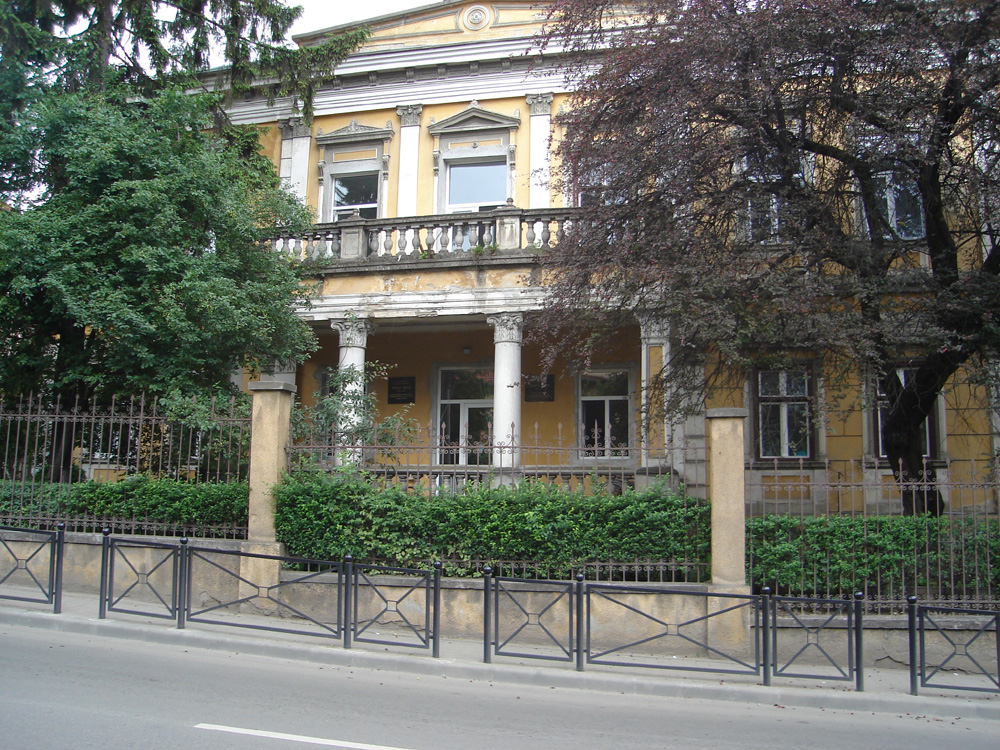
Vályi-ház a Majális (Republicii) utca 20 szám alatt

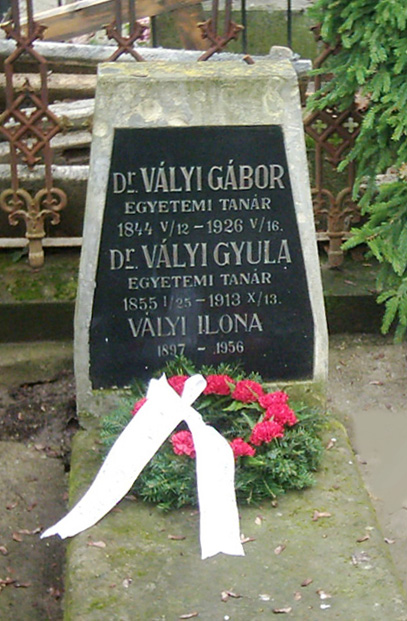
Sírja a Házsongárdi temető II.b. parcellájában

Vályi Gábor (Marosvásárhely, 1844. május 12. – Kolozsvár, 1926. május 16.) jogász, a kolozsvári egyetem statisztika professzora,  Vályi Károly törvényszéki bíró fia, Vályi Gyula matematikus testvérbátyja.

## Életpályája
Apja, Vályi Károly marosvásárhelyi törvényszéki bíró, földbirtokos, a város postamestere Bolyai Farkas tanítványa volt, akinek neve szerepel Bolyai Farkas Temtamenjének előfizetői között. Anyja, Dózsa Ráchel, a családtörténészek és a családi hagyomány szerint is az 1514-es parasztvezér Dózsa György egyeneságú leszármazottja. Vályi Gábor valószínűleg anyai nagybátyja, a jogtudós Dósa Elek hatására választotta a jogi pályát. Marosvásárhelyen és Pesten végzett jogi tanulmányokat kitűnő eredménnyel. 1866 és 1870 között a marosvásárhelyi jogakadémián tanított, majd Marosszék törvényszéki ülnöke, később bírája. 1872-től a kolozsvári egyetem jog- és államtudományi karán a statisztika professzora 1905-ös nyugdíjazásáig. Szigorú, lelkiismeretes tanár. Emiatti konfliktusai meggyőzték, hogy korán vonuljon nyugdíjba.
Kétszer választották dékánnak (1878–1879, 1891–1892), egyszer pedig rektornak (1900–1901). Leköszönő rektori beszéde olyan kíméletlen statisztikai adatokat tartalmazott, hogy az egyetem, a szokásokkal ellentétben, ki sem nyomtatta, de részleteiben kijutva a sajtóba, nagy vihar kavart.
Családi élete sem mentes a viharoktól. Vályi Gábornak első feleségétől, az igen művelt Bucher Eliztől három gyereke született, mindhárom korán meghalt, előbb kiskorú leánya, majd Erzsébet 18 évesen betegségben, Gábor pedig 22 évesen öngyilkos lett. Szeretett felesége halála után öt évvel, 42 évesen újra megnősült. Második felesége Sárosi Klára, aki anyaként nevelte a három gyermeket, és akinek halála után Gidófalvy Matilddal kötött házasságot. Ezekből a házasságokból nem született újabb gyermeke. Ifj. Vályi Gábornak volt egy leánya, Vályi Ilona, aki 1956-ban halt meg.
Tanári állása mellett egyházi tisztségeket is vállalt, több társadalmi egyesületnek volt tagja. Mint sportbarát az első kerékpározók közé tartozott. A kerékpáros kirándulásokat csak öreg korában hagyta abba. Szeretett kirándulni, Európa szinte minden országában járt.
Kelemen Lajos szerint „csillogó, mély fekete szemeiből az okosságon át az igazság fanatikus tisztelete sugárzott, s a vizsgálódó, szinte fürkésző tekintetében volt valami, ami a láthatatlan sugarak erejével csak azok számára villant föl, akiket szeretett.” Munkájában pontos, lelkiismeretes és igényes volt. És ezt elvárta kollégáitól és diákjaitól is. Ebből számos nézeteltérés származott, de „olyan hallgatója azonban nem akadt, akinek igazságtalanságról lett volna joga vagy alkalma reá panaszkodni, s ilyen az ő lelkiismeretessége mellett nem is lehetett.”
Majális utcai házát, ahol öccse, Vályi Gyula is élt élete utolsó két évében, az EMKE-re hagyta. A házat a második világháború után államosították, ma a vasúti kórház működik benne. 2007-től kétnyelvű emléktábla hirdeti, hogy itt lakott öccse, a hírneves matematikus Vályi Gyula.
Öccsével és unokájával közös sírja a kolozsvári Házsongárdi temetőben van.

## Munkássága
Több mint három évtizeden át a statisztika professzora volt az egyetemen.

### Tantárgyai
Tevékenységének első évtizedében a következő tantárgyakat tanította:
- A statisztika elmélete és az európai államok statisztikája (heti 5 óra)
- A nevezetesebb államok statisztikájának összehasonlító átnézete (ingyen, heti 1 óra)
- A statisztika irodalom története (heti 2 óra)
- Az európai államok összehasonlító statisztikája, kapcsolatban a statisztika elméletével (heti 5 óra)
- Elméleti és általános összehasonlító statisztika (heti 5 óra)

### Egyetemi jegyzetei
Az egyetemen sokszorosított kéziratos jegyzeteiből néhány megtalálható Endes Miklós hagyatékában.
- Jegyzetek az elméleti és általános összehasonlító statisztikából. Dr. Vályi Gábor után. 1891–92
- Jegyzetek a nemzetgazdaságtanból. Dr. Vályi Gábor után. 1890–91
- Alkotmánytan. Dr. Vályi Gábor után (jegyzet, év nélkül)